# Ε̈
Cette page contient des caractères spéciaux ou non latins. S’ils s’affichent mal (▯, ?, etc.), consultez la page d’aide Unicode.
Ne doit pas être confondu avec la lettre latine Ë ou la lettre cyrillique Ё.
Epsilon tréma (capitale : Ε̈, minuscule: ε̈) est une lettre additionnelle grecque, utilisée dans certaines translittérations. Il s’agit de la lettre epsilon diacritée d’un tréma.

## Utilisation
Le ε̈ est utilisé par certains auteurs pour translittérer la lettre latine e et le son français /ə/, par exemple dans la traduction de Christophos Christidès du Discours de la méthode de René Descartes publiée en 1976.

## Représentations informatiques
Le epsilon tréma peut être représenté par les caractères Unicode suivants (grec et copte, diacritiques) :
| formes    | représentations | chaînes de caractères | points de code | descriptions                                    |
| --------- | --------------- | --------------------- | -------------- | ----------------------------------------------- |
| capitale  | Ε̈               | Ε◌̈                    | U+0392 U+0308  | lettre majuscule grecque bêta diacritique tréma |
| minuscule | ε̈               | ε◌̈                    | U+03B5 U+0308  | lettre minuscule grecque bêta diacritique tréma |